# Unión Cívica (canción)
"Unión Cívica" es un tango instrumental de 1904, escrito por Domingo Santa Cruz, siendo su primera composición. Alfredo Bevelaqua lo llevó al pentagrama ya que el bandoneista Domingo Santa Cruz no conocía la escritura musical. La partitura es un buen ejemplo de las variaciones de bandoneón por las que Santa Cruz era conocido. Por su atrayente melodía formó parte de la mayoría de los repertorios de las orquestas de tango del siglo XX.

## Historia
El autor dedicó el tango al caudillo político Manuel J. Aparicio, referente político del barrio de Almagro, uno de los más tradicionales de Buenos Aires. La Unión Cívica fue el primer partido orgánico argentino. Se dividió en 1891 en Unión Cívica Nacional y Unión Cívica Radical. Aparicio siempre había sido mitrista, así que permaneció en la Unión Cívica Nacional en 1904, cuando el tango fue compuesto.
"Unión Cívica" junto con otros tangos, dejó testimonio sobre la vida política argentina. En 1890 la revolución del Parque introduce a los sectores populares en la política. De la misma manera la política, sus personajes más ilustres o episodios fundamentales se suma a los temas tocados por los autores de tango.
"Unión Cívica" formó parte de muchos repertorios. El autor no dejó registro de grabación. En el año 1958 lo graba el gran maestro Osvaldo Pugliese, entre otros.